# Pseudoblothrus infernus
Espèce
Pseudoblothrus infernus est une espèce de pseudoscorpions de la famille des Syarinidae.

## Distribution
Cette espèce est endémique du canton de Schwytz en Suisse. Elle se rencontre dans la grotte Hölloch.

## Description
Le mâle holotype mesure 2,4 mm.

## Publication originale
- Mahnert, 2011 : Pseudoblothrus infernus sp. n. (Pseudoscorpiones, Syarinidae) from the Holloch cave (Schwyz, Switzerland), with new records of Pseudoblothrus strinatii Vachon from Switzerland and France. Revue Suisse de Zoologie, vol. 118, no 1, p. 11-15 (texte intégral).